# زفي جندلمان
تسفي (تسفيكا) غندلمان (بالعبرية: צבי "צביקה" גנדלמן؛ من مواليد 12 سبتمبر 1956) هو عنصر فاعل في البنية السياسية الإسرائيلية الحالية، يشغل حالياً موقع رئاسة بلدية مدينة حديرا أو الخضيرة في قضاء حيفا. 'كما أنه عميد (تات ألوف) سابق في الجيش الإسرائيلي. عضو في مجموعة سياسية مستقلة ذات توجهات وسطية، بعد تقاعده من الجيش، دخل جندلمان الساحة السياسية المحلية. في عام 2013، انتُخب رئيسًا لبلدية حاديرا، وهزم حينها الرئيس السابق حاييم أفيتان. أُعيد انتخابه في عام 2018 بنسبة 41% من الأصوات، رغم تحقيقات الفساد الجارية آنذاك.

## السيرة الذاتية
ولد تسفي غندلمان في طبريا، إسرائيل، في 12 سبتمبر 1956. وفي سن السابعة، انتقلت عائلته إلى حديرا-الخضيرة (حيفا)، حيث نشأ وتلقى تعليمه.
التحق بوحدة شايطيت 13، وهي وحدة القوات الخاصة التابعة للبحرية الإسرائيلية. وبعد تعرضه لإصابة، انتقل إلى سلاح المدرعات، حيث تلقى تدريباً كمقاتل وقائد دبابة. لاحقاً، أكمل دورة الضباط وأصبح قائد دبابة. في عملية الليطاني (1978)، قاد غندلمان، بصفته قائد سرية، القوات التي احتلت بلدة بنت جبيل. خلال حرب لبنان 1982، شغل منصب ضابط عمليات اللواء، وفي نهاية الحرب أصبح ضابطاً في اللواء السابع ثم قائداً له.
خدم كقائد اللواء 460، وفي عام 1996 تمت ترقيته إلى رتبة عميد، وأصبح قائد فرقة "بانغ"، وقائد دورة قادة السرايا والكتائب. في عام 1999، عُين قائداً لـالفرقة 36، وخدم في هذا المنصب لمدة عامين.
في أكتوبر 2000، وقع عملية خطف حزب الله عام 2000 والتي أسفرت عن اختطاف جنود إسرائيليين. بعد الحادثة، وقف غندلمان بمفرده في مؤتمر صحفي وتحمل المسؤولية. كتب رسالة استقالة إلى رئيس الأركان شاؤول موفاز، لكن الاستقالة لم تُقبل. لجنة "بلد"، التي حققت في الحادثة، لم تجد إخفاقات قيادية مباشرة، لكن موفاز قرر توجيه ملاحظة إدارية. تقرير لقناة 2 دعم موقف غندلمان. استمر في منصبه حتى مايو 2001، ثم قاد دورة قادة السرايا والكتائب.
في 2003، عُين ملحقاً عسكرياً في المملكة المتحدة وأيرلندا وفنلندا، واستمر في هذا المنصب حتى عام 2006.

### بعد التقاعد
في أواخر عام 2008، أعلن غندلمان نيته الترشح لرئاسة بلدية هديرا، لكنه خسر أمام رئيس البلدية الحالي حاييم أفيتان. لاحقًا، دخل سوق الأعمال، وشارك في عدد من المشاريع الإدارية والابتكارية.
في 2013، ترشح مجددًا في الانتخابات البلدية الإسرائيلية 2013، وتغلب على أفيتان، مرشح حزب الليكود. في أكتوبر 2018، رغم تحقيق جنائي كان قد بدأ قبل أشهر، ورغم مغادرته لحزب يش عتيد وتأسيسه لحركة مستقلة تدعى "هديرا تنهض"، أُعيد انتخابه بنسبة 41% من الأصوات.
في أكتوبر 2021، وُجهت إلى جندلمان تهم بالرشوة والاحتيال وعرقلة سير العدالة، بسبب علاقاته مع مطور العقارات سامي ليفي، الذي دعم حملته الانتخابية. اتهم باستخدام منصبه لمساعدة ليفي في مشاريعه العقارية، بما في ذلك منح تصاريح بناء غير منتظمة. كما اتُهم بمحاولة حذف سجلات لقاءاته مع ليفي من النظام الحاسوبي للبلدية.

### الحياة الشخصية
يحمل غندلمان درجة الماجستير في العلوم السياسية والأمن القومي من جامعة حيفا. مطلق وله أربعة أبناء.